# Кончар

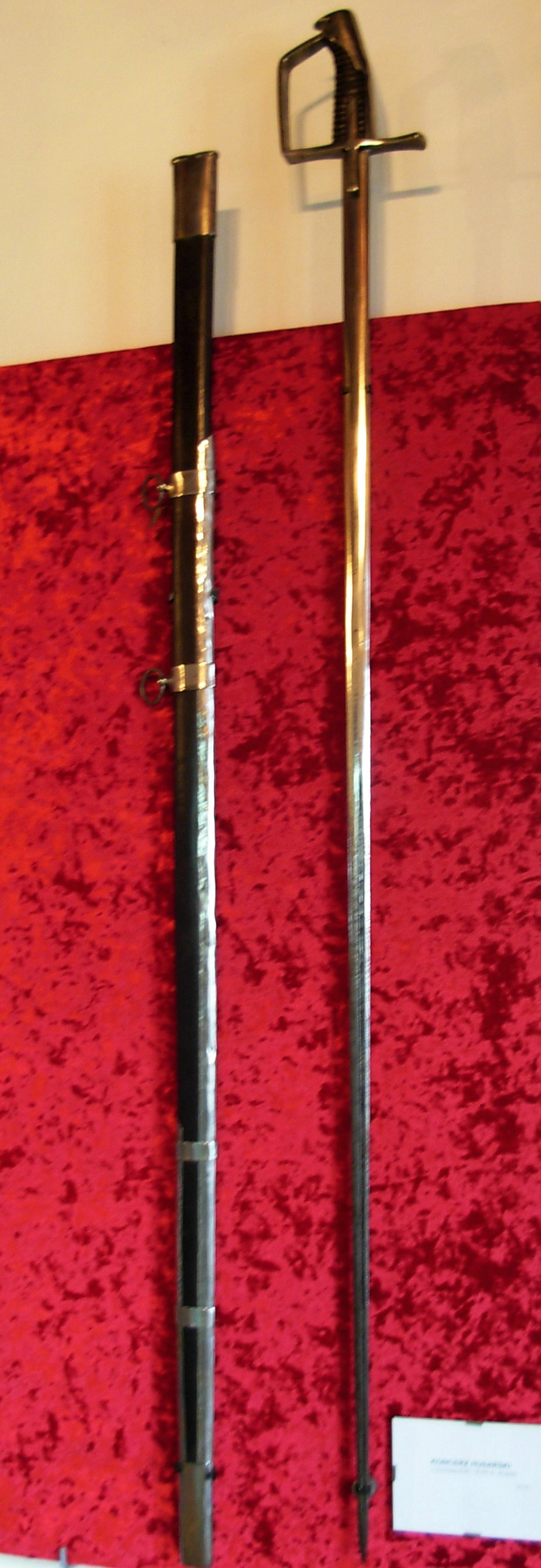
Польський кончар

Конча́р, або кінча́к, — це дуже довгий кількагранний меч з вузьким лезом, призначався для колючих ударів. Кончар мав трикутне або чотирикутне лезо. Клинок цього меча мав довжину до 1,5 метра і вимагав значної сили в користуванні. Головним призначенням кончара було силове пробиття міцних захисних обладунків. Легко уражував кільчасті обладунки, проте був ефективним проти будь-яких обладунків.
Слово кончар походить з тюркських мов: пор. тат. kandžar, крим. χandzär; на слов'янському мовному ґрунті воно зазнало зближення з «кінець» (рос. конец, пол. koniec): польська адаптація — koncerz, російська — кончар, українська — кінчак.
Використовувався як кіннотою (замість чи в доповнення до списа) так і піхотою. Часто його застосовували як «запасний спис». Якщо у кіннотника був і спис і кончар то частіше всього спис використовувався для першої атаки, а кончар коли бій набував позиційного протиборства і використовувати спис в тісному просторі було недоцільно. Спочатку кончар з'явився в тюркських народів, які були змушені вступати в бій з європейцями які мали товсті захисні обладунки. Використовувалися в Київській Русі і інших середньовічних країнах. Про те широкого розповсюдження такі мечі набули у важкій кінноті Польщі.Використовувався кончар починаючи з XII століття і до кінця XVII століття.
Часто кончари прикрашали розписами і інкрустували коштовним камінням. В Європі на основі кончара був створений аналогічний меч есток. Як правило меч кончар робили з найкращих видів сталі, в Європі кончар отримав репутацію шляхетської зброї.